# Euroleon
Euroleon (лат.) — род сетчатокрылых насекомых из семейства муравьиные львы (Myrmeleontidae). Около 10 видов.

## Распространение
Палеарктика: от Европы до Кавказа, Средней Азии, Сибири и Дальнего Востока. Китай, Корея, Монголия, Япония.
Для бывшего СССР было указана 3 вида.

## Описание
Длина взрослых особей около 3 см (внешне напоминают стрекоз); усики короткие, булавовидные. От близких родов отличаются особенностями жилкования крыльев: крыловая мембрана с буровато-чёрными пятнами, жилка А2 в переднем крыле почти параллельна жилке А1, угол кубитальной развилки острый (у Myrmeleon этот угол широкий); несколько (три или более) поперечных жилок между R и M в заднем крыле. Личинки живут на песчаных почвах, где роют воронковидные ловчие ямки для ловли добычи.

## Систематика
Около 10 видов. Род был впервые выделен в 1918 году датским энтомологом Peter Esben-Petersen (1869—1942) на основании типового вида Myrmeleon europaeus и отнесён к трибе Myrmeleontini из подсемейства Myrmeleontinae.
- Euroleon coreanus Okamoto, 1926
  - =Euroleon sinuosus  Navás, 1935
  - =Euroleon alienus  Navás, 1932
  - =Euroleon sinicus  (Navás, 1930)
  - =Teula sinica  Navás, 1930
  - =Euroleon sanxianus C.-k. Yang, 1997[8] (синонимизация по[6])
- Euroleon flavicorpus Wang, 2009[5]
- Euroleon nostras (Geoffroy in Fourcroy, 1785)
  - ≡Formicaleo nostras  Geoffroy in Fourcroy, 1785
  - =Myrmeleon europaeus (Geoffroy in Fourcroy, 1785)
- Euroleon parvus Hölzel, 1972[9]
- Euroleon polyspilus (Gerstaecker, 1885)
  - =Euroleon sibiricus Navás, 1927
  - =Myrmeleon polyspilus Gerstaecker, [1885]
- Euroleon sjostedti Navás, 1928

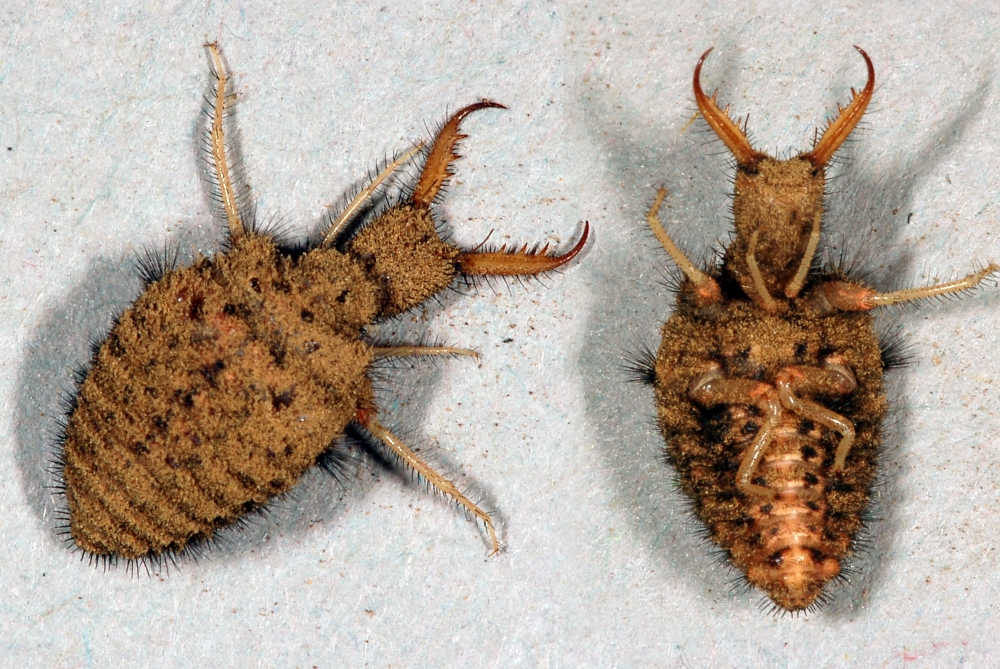
Euroleon nostras, личинки
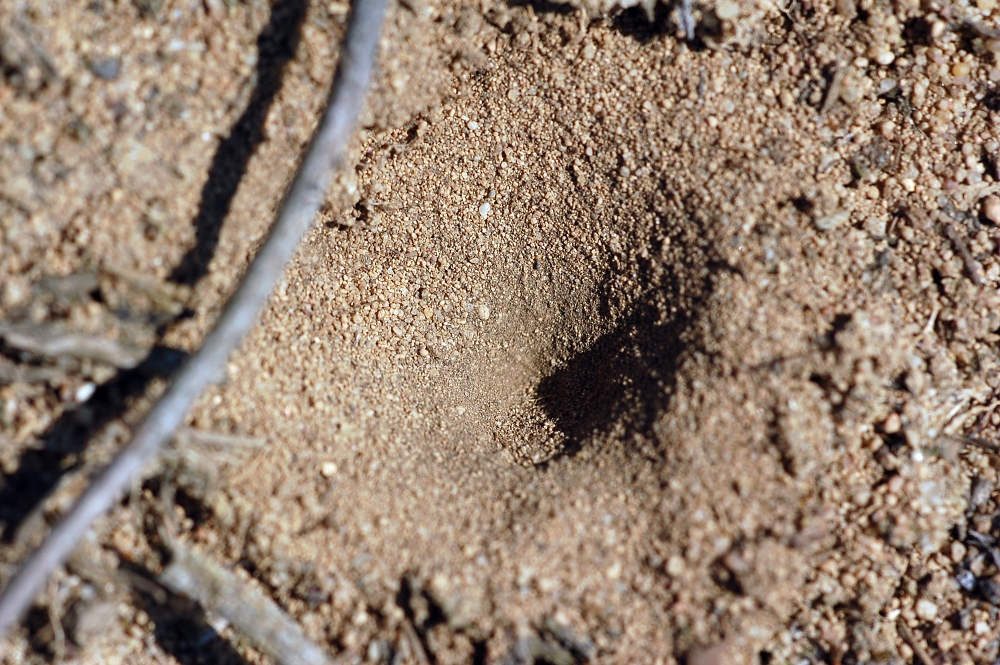
Euroleon nostras, норки